# Nevi Zuairina
Hadja Nevi Zuairina, née le 20 septembre 1965 à Jakarta (Indonésie), est une femme politique indonésienne. 

## Famille
Son père, Zulchair Narun, est un ancien fonctionnaire du ministère de l'Industrie originaire du village de Salido dans le kabupaten de Pesisir Selatan (en). Il appartient au clan Jambak des Minangkabau. 
Sa mère, Hadja Elbiza Rose, est originaire d'Indarung (id) et appartient au clan Sepanjang des Minangkabau. 

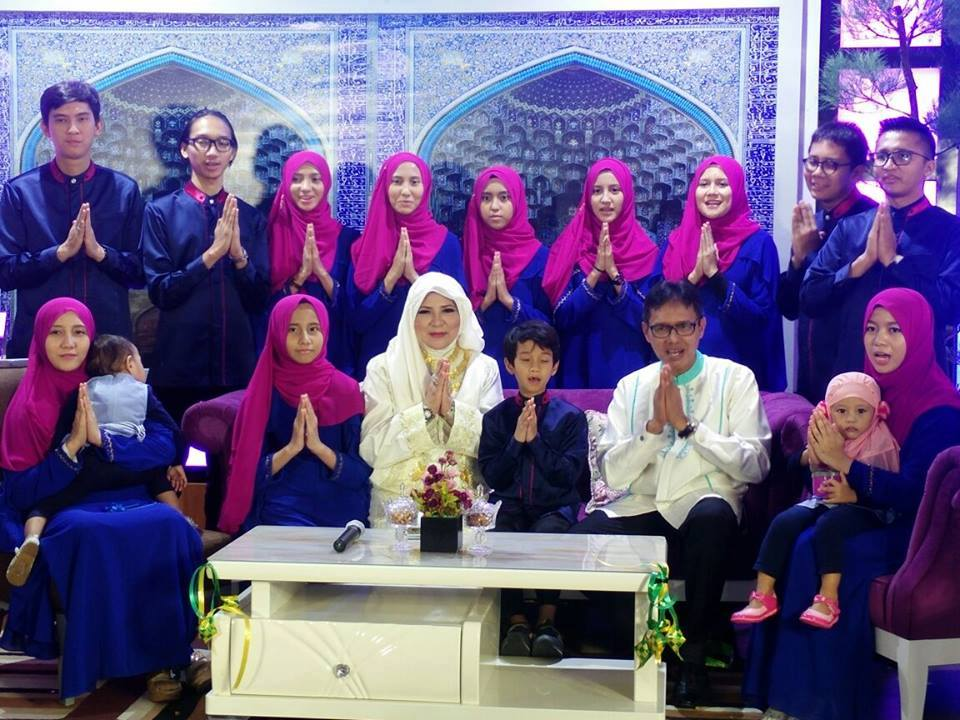
Nevi avec son mari et sa famille, le 5 juillet 2016.

Nevi Zuairina est mariée à l'ancien gouverneur (en) de la province de Sumatra occidental, Irwan Prayitno, avec qui elle a eu une dizaine d'enfants. Ils se sont rencontrés alors qu'ils étudiaient tous les deux à l'université d'Indonésie dans des facultés différentes : celle des sciences mathématiques et naturelles (id) pour Nevi et celle de psychologie (id) pour Irwan. Après leur mariage, le couple s'est considérablement investi dans des activités de prédication (da'wa) sur de nombreux campus indonésiens notamment ceux de l'université Andalas (en) et de l'IKIP Padang (en).

## Études
Nevi Zuairina étudia à l'école primaire 01 Pagi de Rawamangun (id) dont elle sortie diplômée en 1978. Par la suite, elle alla au collège 74 (ms) et au lycée 31 de Jakarta (id) dont elle sortie également diplômée, respectivement en 1981 et 1984. Elle intégra ensuite la faculté des sciences mathématiques et naturelles (id) de l'université d'Indonésie mais la quitta en 1987 sans recevoir le moindre diplôme de cette dernière.

## Carrière politique
Lors des élections législatives indonésiennes de 2019, elle est élue députée de la deuxième circonscription de Sumatra occidental avec 52 141 voix soit plus d'un quart des suffrages exprimés recueillis par son parti, le PKS, qui termine en deuxième position du scrutin local (Nevi arrive quant à elle quatrième derrière Guspardi Gaus (id) du Parti du mandat national,  Ade Rezki (id) du Gerindra et Mulyadi (id) du Parti démocrate).